# Кенийско-лесотские отношения
Кенийско-лесотские отношения — двусторонние дипломатические отношения между Кенией и Лесото. Государства являются членами Организации Объединённых Наций, Африканского союза, Содружества наций, Международного валютного фонда (МВФ) и Всемирного банка (ВБ).

## История
В конце 2019 года премьер-министр Лесото Том Табане совершил государственный визит в Кению, где провел переговоры с президентом Ухуру Кениатой. Во время визита было подписано три межгосударственных соглашения.
Визит Тома Табане в Кению стал результатом его стремления улучшить отношения между двумя африканскими странами. Отношения характеризуются как дружественные, хотя между ними мало торговых контактов и взаимодействия.
Тома Табане также стал первым премьер-министром Лесото, совершившим государственный визит в Кению.

## Двусторонние соглашения
Во время визита Тома Табане в Найроби в 2019 году были подписаны следующие соглашения: Совместная комиссия по сотрудничеству (для определения ключевых направлений сотрудничества), Меморандум о взаимопонимании для двусторонних консультаций (для проведения консультаций между странами по двусторонним и многосторонним вопросам), Меморандум о взаимопонимании в сфере спорта (для сотрудничества в поиске и воспитании спортивных талантов в обеих странах).

## Дипломатические представительства
Ранее в Найроби было дипломатическое представительство Лесото. Государства планируют открыть Высокие комиссии в Масеру и Найроби.